# Elizabeth Reinhardt
Elizabeth Reinhardt (* 21. März 1909 in Lima (Ohio) als Miriam Elizabeth Neely; † 21. Januar 1954 in Los Angeles) war eine US-amerikanische Schriftstellerin und Drehbuchautorin, die 1945 für einen Oscar nominiert war.

## Leben
Elizabeth Reinhardt wurde 1909 als Elizabeth Neely im Bundesstaat Ohio im Mittleren Westen der USA geboren. Ihre Eltern waren Milton L. Neely (1881–1958) und Vera Neely (1882–1923). Erstmals machte die junge Frau 1934 auf sich aufmerksam, als sie am Drehbuch von William C. McGanns Film La buenaventura mitwirkte. Für das Drehbuch zur Filmkomödie Everybody’s Baby lieferte sie 1939 zusammen mit Hilda Stone die Vorlage. Daran schlossen sich von 1940 bis 1942 die Filme Gold Rush Maisie, Maisie Was a Lady und Maisie Gets Her Man an, für die sie das Drehbuch respektive die Originalgeschichte schrieb. Für Frank Borzages romantische Komödie Die Stubenfee von 1943 mit Deanna Durbin und Franchot Tone schrieb Reinhardt zusammen mit Samuel Hoffenstein das Originaldrehbuch. 
1945 erhielt Elizabeth Reinhardt zusammen mit Jay Dratler und Samuel Hoffenstein eine Oscar-Nominierung in der Kategorie „Bestes adaptiertes Drehbuch“ für den Film noir Laura von Otto Preminger mit Gene Tierney und Dana Andrews in den Hauptrollen. Der Oscar ging jedoch an Frank Butler und Frank Cavett und das Filmdrama Der Weg zum Glück.
Für das Filmdrama Sentimental Journey von 1946 von Walter Lang arbeitete Reinhardt wiederum mit Samuel Hoffenstein am Drehbuch zusammen. Die Hauptrollen wurden von John Payne und Maureen O’Hara gespielt. Im selben Jahr entstand auch Ernst Lubitschs Romanze Cluny Brown auf Freiersfüßen mit Charles Boyer und Jennifer Jones, für die Reinhardt erneut zusammen mit Hoffenstein das Drehbuch schrieb. Nachdem sie 1950 am Drehbuch des Musicalfilms Hit Parade of 1951 mitgearbeitet hatte, war sie im Anschluss mit zwei Episoden einer Fernsehserie beschäftigt, schrieb 1953 zusätzliche Dialoge für den Western The Tall Texan mit Lloyd Bridges und Lee J. Cobb und lieferte im Anschluss daran das Drehbuch für eine Episode der Fernsehserie Footlights Theater. 
Elizabeth Reinhardt starb zwei Monate vor ihrem 45. Geburtstag und wurde auf dem Oak Hill Cemetery Crawfordsville in Montgomery in Indiana beigesetzt. Sie hinterließ 37 Werke in 108 Publikationen in fünf Sprachen.

## Filmografie
- 1934: La buenaventura
- 1935: El cantante de Napoles
- 1935: Angelina o el honor de un brigadier
- 1939: Pardon Our Nerve
- 1939: Everybody’s Baby
- 1940: Gold Rush Maisie
- 1941: Maisie Was a Lady
- 1942: Maisie Gets Her Man
- 1943: Die Stubenfee (His Butler’s Sister)
- 1944: Laura
- 1946: Sentimental Journey
- 1946: Cluny Brown auf Freiersfüßen (Cluny Brown)
- 1947: Karneval in Costa Rica (Carnival in Costa Rica)
- 1947: Endspurt (The Homestretch)
- 1947: Give My Regards to Broadway
- 1948: When My Baby Smiles at Me
- 1950: Hit Parade of 1951
- 1952: The Ford Television Theatre (Fernsehserie, 2 Folgen)
- 1953: Der lange Texaner (The Tall Texan)
- 1953: Footlights Theater – Change of Heart (Fernsehserie)

## Auszeichnung
- 1945: Oscarnominierung für den Thriller Laura, zusammen mit Jay Dratler und Samuel Hoffenstein